# Sabbie mobili (film 1969)
Sabbie mobili (Ruchome piaski) è un film del 1969 diretto da Władysław Ślesicki.

## Trama
Un padre e suo figlio dodicenne, per le vacanze si accampano in un delizioso luogo posto tra il mare e un lago. Tra i due c'è molta confidenza, il dodicenne vede il padre come un amico e compagno di giochi durante le giornate trascorse. Arriva Anna e sia il padre che il ragazzo gli danno ospitalità, ma il ragazzo nei giorni che passano si sente trascurato dal padre e quindi diventa nei confronti di Anna ad essere scostante. Anna incomincia allora a parlare con il ragazzo e così i rapporti con il padre tornano normali, ma quando viene il fidanzato di Anna a riprenderla per andare via, sia il padre che il ragazzo sentono da subito che la sua presenza ha lasciato il segno.